# Turboreaktivni motor
Turboreaktivni motor (ang. TurboJet) je tip reaktivnega letalskega motorja. Spada v kategorijo turbinskih motorjev. Razvit je bil v Drugi svetovni vojni za lovska letala. Zanimivo, da sta ga istočasno in neodvisno eden od drugega razvila Frank Whittle v Združenem kraljestvu in Hans von Ohain v Nemčiji. Turboreaktivnih motorjev se skoraj ne proizvaja več, nadomestili so jih turboventilatorski motorji (turbofani), ker imajo manjšo porabo goriva in so tudi tišji. V nekaterih primerih so turboreaktivne motorje nadomestili turbopropi.

## Delovanje
Sestavni deli so vstopnik, kompresor, zgorevalna komora, turbina in izpušna šoba. Motor deluje po principu Braytonovega cikla, podobno kot vse plinske turbine. Zrak se sesa v kompresor kjer se stisne, v zgorevalni komori se doda gorivo, vroči plini, ki nastanejo pri zgorevanju ženejo turbino. Turbina potem poganja kompresor. Visokohitrostni izpušni plini ustvarjajo potisk.
Turboreaktivni za razliko od turbofanov nima obtočnega (hladnega) zraka. Vsa energija, ki se proizvede v turbini se porabi za pogon kompresorja. Pri turbofanu je turbina precej bolj obremenjena, ker mora poganjati kompresor in tudi ventilator (fan).

## Primeri turboreaktivnih motorjev
- Tumanski R-25 na lovcu MiG-21
- Rolls-Royce/Snecma Olympus 593 se je uporabljal na nadzvočnem potniškem letalu Concorde
- Kolesov RD-36-51 se je uporabljal na nadzvočnem potniškem letalu Tupoljev Tu-144